# Pierre Londiche
Pierre Londiche (* 27. September 1932; † 24. November 2022) war ein französischer Schauspieler, der vor allem für seine Rollen in  Tribunal, Die Geschichte der Laura M und Astrolab 22 bekannt ist. Darüber hinaus spielte er in einer Vielzahl von weiteren Filmen. Vielfach spielte er hier Rollen in Filmen zu historischen Ereignissen und in Kriminalfilmen. Wiederkehrende Auftritte hatte Londiche unter anderem in Dr. Tardieu, Im Feuer der Gefühle, Nana und Das große Geheimnis. Zudem spielte er 1984 in dem Dreiteiler Morgengrauen der deutschen Serie Ein Fall für zwei mit.

## Filmografie (Auswahl)
- 1970: Adieu Mauzac
- 1970: Die Dinge des Lebens (Les choses de la vie)
- 1970, 1987: Maigret (Les Enquêtes du commissaire Maigret)
- 1972: Albert Einstein
- 1973: Lehrjahre des Herzens (L'éducation sentimentale)
- 1974: Arsène Lupin, der Meisterdieb (Arsène Lupin)
- 1974–1978: Mit Rose und Revolver (Les Brigades du Tigre, Fernsehserie, 2 Folgen)
- 1975: Adieu, Bulle (Adieu poulet)
- 1975: Die Entfesselten (L’Agression)
- 1975: Wer einmal in Verdacht gerät (Erreurs judiciaires)
- 1976: Freiwillige Feuerwehr
- 1976: Kommissar Moulin (Commissaire Moulin, Fernsehserie, 1 Folge)
- 1976: Mado
- 1977: Das blaue Land (Le pays bleu)
- 1978: Die Trottel der Legion (Et vive la liberté)
- 1978: Flucht ins Exil (Les chemins de l'exil ou Les dernières années de Jean-Jacques Rousseau)
- 1978: Mazarin
- 1978: Ohne Datenschutz (Le Dossier 51)
- 1979: Die Geschichte der Laura M (Laura, les ombres de l'été)
- 1979: Die Hunde (Les Chiens)
- 1980: Girls – Die kleinen Aufreißerinnen (Les Femmes-enfants)
- 1981: Die Verweigerung (La provinciale)
- 1981: Nana
- 1981–1988: Dr. Tardieu
- 1982: Kaltes Blut (Tir groupé)
- 1982: Tausend Milliarden Dollar (Mille milliards de dollars)
- 1983: Blut auf dem Asphalt (Flics de choc)
- 1983: Das Leben ist ein Roman (La Vie est un roman)
- 1983: Merci Sylvestre
- 1983: Par ordre du Roy
- 1984: Ein Fall für zwei: Morgengrauen
- 1984: Marie Pervenche
- 1984: Polar – Ein Detektiv sieht schwarz (Polar)
- 1984: Ronde de nuit
- 1984: Yalta
- 1985: Astrolab 22
- 1985: Colette
- 1985: Joy und Joan (Joy et Joan)
- 1985, 1989: Die Fälle des Monsieur Cabrol (Les cinq dernières minutes, Fernsehserie, 2 Folgen)
- 1986: Im Feuer der Gefühle (Crossings)
- 1986: Le couteau sous la gorge
- 1987: Cross – Zwei knallharte Profis (Cross)
- 1987: Heiße Nächte in St. Tropez (Police des mœurs: Les filles de Saint Tropez)
- 1988: Das Camp der Verlorenen (Camp de Thiaroye)
- 1988: Lance et compte II
- 1988: Schwellenjahre (Les années sandwiches)
- 1989: Das große Geheimnis (Le grand secret)
- 1989: Pause café, pause tendresse
- 1989–1994: Tribunal
- 1991: Alarmstufe 1
- 1991: Paparoff
- 1993: A Year in Provence
- 2000: Der König tanzt (Le roi danse)
- 2003: St. Tropez (Fernsehserie, 1 Folge)
- 2005: 2018 – Der Ölcrash (2013, la fin du pétrole)
- 2006: David Nolande
- 2009: Der Pflichtverteidiger (Commis d'office)
- 2009: Louis XV – Der Abstieg eines Königs (Louis XV, le soleil noir)
- 2014: Kreuzweg